# ویلی اسکیبی
ویلی اسکیبی (انگلیسی: Willy Skibby؛ زادهٔ ۲۰ فوریهٔ ۱۹۴۲) دوچرخه‌سوار اهل دانمارک است.